# Saint-Martin-d'Ollières

Saint-Martin-d'Ollières este o comună în departamentul Puy-de-Dôme, Franța. În 1 ianuarie 2022 avea o populație de 146 de locuitori.